# Ramzan Akhmadov
Ramzan Akhmadov (tchétchène : Ӏадлани-воӀ Рамзан), né le 3 février 1970 et décédé le 9 février 2001, est un général tchétchène, commandant du front sud-ouest des forces armées d'Ichkérie pendant la deuxième guerre de Tchétchénie.
Akhmadov était considéré comme un ennemi implacable de la Russie ; il a participé à de nombreuses batailles au cours desquelles il a infligé de lourdes pertes aux Russes. Il a été tué par les forces spéciales russes lors d'une embuscade le 3 février 2001.